# Jean de Médicis (1567-1621)
Pour les articles homonymes, voir Jean de Médicis.
Don Jean de Médicis (en italien : Giovanni de' Medici, est né à Florence le 13 mai 1567, et mort à Murano le 19 juillet 1621) est un commandant militaire, qui fut diplomate et architecte italien.

## Biographie
Jean de Médicis est le fils illégitime de Cosme Ier de Médicis, grand-duc de Toscane, et d'Éléonore d'Albizzi. Il a été plus tard légitimé par son père. Né cinq ans après la mort de son frère, Jean reçut le même nom. Il s'installa en Espagne où il  commença une carrière militaire. Il a épousé Livia del Vernazza, avec qui il eut deux fils : Gianfrancesco Maria (1619–1689) et une autre, mort encore enfant.
En 1598, il est fait grand d'Espagne et ambassadeur de Florence à Madrid. En 1600,  maître de camp pour l'armée impériale, son plus grand titre était celui de commandant en chef de l'armée de la république de Venise (1616-1617). Il était avec sa nièce, Marie de Médicis, quand celle-ci devint reine de France. Mais à la suite de plusieurs disputes avec Concino Concini, il décida de quitter la cour de France, et s'illustra en Hongrie. Lors d'un voyage de retour chez lui, il attrapa la variole à Padoue et mourut à Murano en 1621.

## Mécène des arts
Jean de Médicis était aussi un peintre et un architecte : il a collaboré avec Matteo Nigetti dans la conception de la chapelle des Princes pour la Basilique San Lorenzo de Florence. Jean a pris un soin particulier des artistes, architecte, concevant la construction de la chapelle des Princes de la basilique San Lorenzo, appréciant aussi la commedia dell'arte. De 1612 à 1621, il a supervisé la troupe des « Confidenti », entretenant une correspondance avec des comédiens célèbres comme Flaminio Scala et Niccolò Barbieri dans l'art de Beltrame.